# Памятник электротехникам ЛЭТИ
Памятник электротехникам ЛЭТИ посвящён преподавательскому составу и студентам Ленинградского электротехнического института, которые умерли в годы блокады Ленинграда и Великой Отечественной войны.
Памятник находится на территории СПбГЭТУ, который ранее назывался ЛЭТИ им. Ульянова (Ленина). Адрес расположения памятника: улица Профессора Попова, дом 5 литера А (у корпуса № 5) (фактически находится на Инструментальной улице).
Памятник был открыт 5 ноября 1986 года. Над памятником работали скульптор А. Г. Дема и архитектор В. А. Гребеньков.
По инициативе Музея истории университета и В. Б. Смолова была создана университетская «Книга памяти», им же принадлежит и идея установки памятника в честь универсантов ЛЭТИ, погибшим на фронтах Великой Отечественной войны и умерших в блокаду.
В памятные и траурные даты к мемориалу памяти электротехников традиционно возлагаются цветы, около него проводятся торжественные и траурные мероприятия, посвященные датам, связанным с блокадой города. Мероприятия проходят при поддержке почётного караула из числа студентов ВУЦ при СПбГЭТУ и Политехнического университета Петра Великого. Также на торжественные и траурные мероприятия у памятника в ЛЭТИ приезжают представители муниципальной и городской власти.

## Описание памятника
Памятник представляет собой полноростовую бронзовую фигуру в форме солдата, держащего в руках винтовку и знамя. Фигура размещена на постаменте из серого гранита. Высота основания составляет один метр, высота самой фигуры 3,75 метра.
На стене главного корпуса находятся мемориальные доски, на которых перечислены имена погибших во время блокады и на фронте преподавателей и студентов.

## О ЛЭТИ в годы войны и блокады
Большая часть студентов ЛЭТИ в военные годы ушли на фронт. Несмотря на это, обучение продолжалось и в институте принимались экзамены.
На территории института в одном из помещений главного корпуса силами студентов и преподавателей была организована точка радиоперехвата. Дежурили на ней также сами студенты.
В первом и втором корпусах в годы войны на временный постой располагались части моряков Балтийского флота. Также на территории ЛЭТИ с первого года блокады находился небольшой медицинский стационар.
Преподаватели и остававшиеся в вузе студенты, помимо обучения, были заняты на разработке и прокладке кабелей связи и энергоснабжения, которые проходили по дну Ладожского озера. Многие из ушедших на фронт студентов и преподавателей сражались на Невском пятачке, несколько из них впоследствии получили орден Красной Звезды и орден Ленина, а также другие воинские награды. Несколько выпускников ЛЭТИ приняли участие в прорыве блокады Ленинграда 18 января 1943 года.